# Pansy Ho

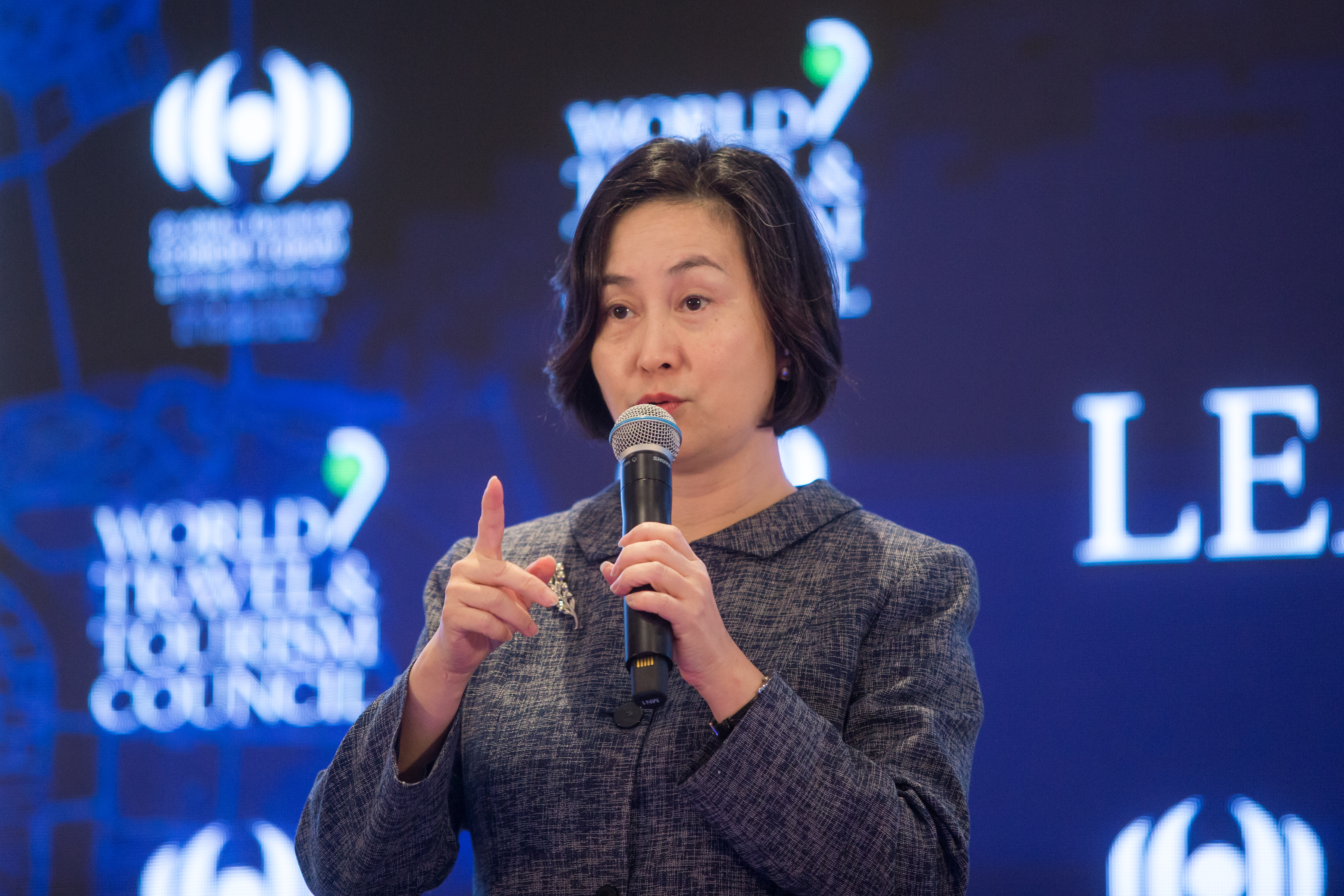
Pansy Ho (2018)

Pansy Catalina Ho Chiu-king, SBS, (chinesisch 何超瓊 / 何超琼, Pinyin Hé Chāoqióng, Jyutping Ho4 Ciu1king4, kantonesisch Ho Chiu-king; geb. 26. August 1962 in Macau, Portugal) ist eine Hongkong-kanadische Unternehmerin und Milliardärin. Ihr Vater ist der Macauer Unternehmer Stanley Ho.

## Jugend und Ausbildung
Pansy Ho ist das älteste von fünf Kindern von Stanley Ho und Lucina Laam King Ying. Sie hat drei Schwestern und einen Bruder. Ihre dritte Schwester Josie ist Sängerin und ihr Bruder Lawrence ist ebenfalls Unternehmer.
Ho besuchte die katholische Mädchenschule St. Paul’s Convent School in Causeway Bay, Hong Kong. Danach ging sie an die Mädchenschule Castilleja School in Palo Alto, USA und die Santa Clara University, die sie mit einem Bachelor in Marketing und Business abschloss.

## Berufsleben
1981 begann Ho eine kurze Karriere in der Hongkonger Unterhaltungsindustrie, wo sie zusammen mit dem Schauspieler Danny Chan zu sehen war, der zu der Zeit seit zwei Jahren in der TV-Serie Breakthrough (突破,  tūpò, Jyutping dat6po4) des Hongkonger Fernsehsender TVB zu sehen war.
1988 gründete sie ihre eigenes Public Relations-Unternehmen. Trotz Einwände ihres Vaters unterstützte Pansy Ho Anfang der 1990er Jahre ihre Schwester Josie Ho beim Aufbau einer Karriere als Sängerin.
Pansy Ho besitzt 29 % von MGM Grand Macau. Die Geschäftsbeziehung zu MGM Mirage war für diesen problematisch. Nevadas Gaming Control Board und Gaming Commission hielten im März 2007 lange Anhörungen zur Partnerschaft zwischen MGM und Ho ab, aus denen hervorging, dass sie eine passende Geschäftspartnerin sei. Trotzdem wurde sie im März 2010 in New Jersey für das Betreiben von Glücksspiel gesperrt, weil die staatliche Glücksspielbehörde zu dem Schluss gekommen war, dass ihr Vater weitreichende Verbindungen zum organisierten Verbrechen habe. MGM Mirage wurde angewiesen, mit Pansy Ho keinerlei Geschäfte mehr zu betreiben.

## Andere Aktivitäten
Ho ist Vorsitzende der French Macao Business Association. Die Johnson & Wales University in Providence, USA verlieh ihr im Mai 2007 die Ehrendoktorwürde. Im April 2009 wurde Ho Ritter des französischen Ordre national du Mérite.

## Privatleben
Ho heiratete 1991 Julian Hui, den Sohn des Schiffsmagnaten Hui Sai-fun. Sie ließen sich 2000 scheiden. Gegen Ende der Ehe hatten beide neue Beziehungen. Ho war mit Gilbert Yeung zusammen, dem Sohn von Albert Yeung, einem Konkurrenten ihres Vaters. Gilbert Yeungs Verhaftung wegen Drogenbesitzes auf Pansy Hos Geburtstagsfeier im August 2000 lenkte unerwünschte Aufmerksamkeit auf Ho und ihre Beziehung zu Yeung. Hos Vater hatte zudem in Interviews angekündigt, dass er sie enterben würde, wenn sie Yeung heiratete. Daraufhin wurde die Beziehung beendet.